# Tolmera lineata
Tolmera lineata là một loài bướm đêm trong họ Geometridae.